# مورتن نوردستراند
مورتن نوردستراند نيلسين (بالدنماركية: Morten Nordstrand)‏ (مواليد 8 يونيو 1983 في هونديستيد) لاعب كرة قدم دنماركي دولي يجيد اللعب في خط الهجوم . يلعب حاليا لصالح نادي كوبنهاغن الدنماركي منذ 2007 .

## روابط خارجية
- مورتن نوردستراند على موقع الاتحاد الدولي (مؤرشف)  (الإنجليزية)
- مورتن نوردستراند على موقع الاتحاد الأوربي (الإنجليزية)
- مورتن نوردستراند على موقع قاعدة بيانات كرة القدم.إي يو (الإنجليزية)
- مورتن نوردستراند على موقع ناشيونال فوتبول تيمز (الإنجليزية)
- مورتن نوردستراند على موقع Soccerway.com (الإنجليزية)
- مورتن نوردستراند على موقع كووورة
- مورتن نوردستراند على موقع AS.com (الإسبانية)